# Centro Topchubashov
O Centro Topchubashov (em azeri:  Topçubaşov Mərkəzi) é um centro de pesquisa no Azerbaijão. O centro atua nas áreas de relações internacionais e segurança.

## História
O Centro Topchubashov foi criado em abril de 2018 pela equipe administrativa da Politicon, uma plataforma online para autores que escrevem sobre vários aspectos da política e da governança. Os dois principais fundadores do centro são Rusif Huseynov (diretor) e Murad Muradov (vice-diretor). O centro opera dentro da União Pública de Estudos Regionais em Bacu.

## Atividades
O trabalho do Centro Topchubashov é baseado nas atividades de vários programas de pesquisa. O programa de pesquisa inclui política internacional e doméstica, geopolítica, segurança, políticas públicas e economia do Sul do Cáucaso, Oriente Médio, Leste Europeu e Eurásia. Um dos principais objetivos do centro é informar adequadamente a mídia mundial sobre as inovações no Azerbaijão, o processo político e a situação em Carabaque, e os artigos publicados aqui foram publicados na mídia ocidental. Durante a sua existência, o Centro Topchubashov organizou conferências, realizou concursos e participou na publicação de livros. O centro também trabalha como consultor para várias empresas e organizações de mídia. Por iniciativa do centro, jornalistas macedônios, sérvios e bósnios foram convidados para os territórios recapturados pelo Azerbaijão após a Segunda Guerra no Alto Carabaque.
Existem vários meios de comunicação sob o centro. Isso inclui o Topchubashov Center, Politicon e as plataformas online Şərqə baxış. As principais atividades da mídia são a cobertura de questões políticas, econômicas, históricas, análises e reportagens diversas.

## Recepção
O Centro Topchubashov está incluído na lista de fontes recomendadas para o Azerbaijão no Projeto de Mídia do Cáspio do Centro de Estudos Russos e Eurasianos da Universidade de Harvard.